# عادل الطريفي
عادل زيد الطريفي باحث وخبير سياسي وكاتب صحافي،  شغل منصب وزير الثقافة والإعلام السعودي، عين في 29 يناير 2015 وتم إعفائه في 22 أبريل 2017 وكان يشغل المدير العام في "قناة العربية"،  باحث وخبير سياسي ومعلق في الشؤون السياسية في الفضائيات الإخبارية العربية والدولية، وكاتب صحفي سبق وأن رأس تحرير صحيفة الشرق الأوسط  ومجلة المجلة، وقبلها كان كاتبا في صحيفتي الوطن والرياض السعوديتين. حاصل على درجتي الماجستير والدكتوراه في العلاقات الدولية من كلية لندن للاقتصاد والعلوم السياسية.

## المسيرة الأكاديمية والمهنية
ولد الطريفي في 19 أبريل 1979 في مدينة بريدة في السعودية وينتمي إلى قبيلة الظفير، وحصل على بكالوريوس في الهندسة، وسبق له العمل مع شركة سيمنس العالمية في مقرها الرئيس بألمانيا، قبل أن ينتقل إلى الدراسة في بريطانيا بعد حصوله على منحة للدراسة في جامعة برمنغهام. في عام 2007، حصل على درجة الماجستير في العلوم السياسية من جامعة لندن، ودرجة ماجستير الفلسفة في الاقتصاد والسياسة الدولية عام 2009، ودرجة الدكتوراه مع مرتبة الشرف الأولى في العلاقات الدولية عام 2012 من كلية لندن للاقتصاد والعلوم السياسية عن رسالته «العلاقات السعودية - الإيرانية بين 1979 و2009».
عمل الطريفي في صحف عربية وأجنبية كاتبا ومشاركا وباحثا متخصّصا في شؤون الشرق الأوسط، حيث كان علامة سعودية وخليجية وعربية بارزة، وانتظم كاتبا أسبوعيا للرأي السياسي في صحيفة الرياض، ثم انتقل للكتابة الأسبوعية في جريدة الشرق الأوسط، حيث عرف لدى القراء بتحليلاته السياسية ولدى المشاهدين بمحاوراته التلفزيونية.
تولى في عام 2010 مهام إعادة هيكلة مجلة «المجلة» اللندنية، بعد توقفها مؤقتا عن النشر الورقي وإطلاقها النسخة الإلكترونية، وقد تم تحت رئاسته تطوير «المجلة» وإطلاقها بلغات عدة من بينها الإنجليزية والفارسية، قبل إعادة إصدارها ورقيًّا في طبعة شهرية برؤية وإخراج جديدين.
تم تعيينه نائبا لرئيس تحرير صحيفة الشرق الأوسط في يوليو 2012، مع توليه رئاسة تحرير مجلة المجلة. وفي الأول من يناير 2013 أصدر الأمير فيصل بن سلمان بن عبد العزيز رئيس مجلس إدارة المجموعة السعودية للأبحاث والتسويق قرارا بتعيين الطريفي رئيسا لتحرير صحيفة «الشرق الأوسط»، وذلك بناء على موافقة مجلس إدارة المجموعة، ومصادقة مجلس أمناء «الشركة السعودية للأبحاث والنشر» ليكون بذلك أصغر رئيس تحرير في تاريخ الصحيفة العريقة.

## سلسلة أكاديمية «الشرق الأوسط»
في سابقة هي الأولى من نوعها، طرحت «الشرق الأوسط»، في الأسواق العربية، ثلاثة كتب، ضمن «سلسلة أكاديمة الشرق الأوسط» ، تشكل مجتمعة، مرجعا للمحررين ولطلاب الصحافة ودارسيها، ودليل هوية وفلسفة، ومصدر معلومات ونصائح لمن يقدّر العمل الصحافي. وقد أشرف على إعداد الإصدارات الثلاثة وتحريرها ومراجعتها هيئة تضم عددا المحررين في «الشرق الأوسط» والمتعاونين معها.
وتخاطب الكتب الثلاثة، جميع مستويات العاملين في الصحافة، بدءا من المتدربين والراغبين في الانخراط في المهنة، مرورا بالذين قطعوا شوطا في عالمها، وانتهاء بالمحترفين الذي بلغوا مراحل متقدمة واكتسبوا خبرات متنوعه في عالم الصحافة الورقية والإلكترونية.
اكتشف د. الطريفي افتقار «الشرق الأوسط» ولفترة طويلة إلى نمط أو أسلوب خاص يعتمده الكتاب فيها، وهذا مع أن بعض العاملين في الصحيفة يذكرون أنه كان هناك كتاب للأسلوب (Stylebook) كانت تستعين به الصحيفة، ولكن جرى التخلي عنه تدريجياً مع مرور الوقت.
«الشرق الأوسط» اعتمدت هذا الكتاب في 2013 وقامت بطباعة نسخة ثانية منقحة في 2014 ليكون مرجعاً للباحثين والمحررين وطلاب الصحافة ودارسيها، ودليل هوية وفلسفة، ومصدر معلومات ونصائح لمن يقدّر العمل الصحافي والإعلامي.
الكتاب الثاني «كتاب التدريب الصحافي» Training Manual، يأتي استكمالاً لـ «كتاب أسلوب الشرق الأوسط» مع التركيز على النماذج العملية والأمثلة مع استخدام نماذج منشورة كوسائل إيضاح، بالإضافة إلى كيفية تعامل المحرر مع الخبر وتفاعله معه والتصرف به. الصحيفة، وبهذا الكتاب، تقطع شوطاً إضافياً في تأكيد ريادتها، وإثبات التزامها ليس فقط مع قرائها بل مع الأجيال الواعدة من محرريها وطلبة الإعلام ككل.
الكتاب الثالث «دليل المحرر الصحافي» The Editor,s Guide، لا يتناول تفاصيل ممارسة العمل الصحافي، لكنه مرجع سريع ومفيد في موقع العمل. يحتوي كل فصل على قائمة بالأدوات أو الوسائل العملية اللازمة للحصول على أخبار عالية المستوى. ولقد استمدت هذه الأدوات من عملية بحث مطولة أعيدت صياغتها لتسهيل الرجوع إليها. وحينما يكون الصحافي في مهمة خارجية يصلح هذا الكتاب لأن يكون دليله.
من إصدارات «الشرق الأوسط» أيضا في فترة رئاسة د. عادل الطريفي لجريدة «الشرق الأوسط» كتاب «في عين العاصفة» الذي ضم المقالات التي كتبها الدكتور غازي القصيبي أثناء الغزو العراقي لدولة الكويت. وقد قدّم للكتاب الأستاذ عثمان العمير، رئيس تحرير صحيفة «الشرق الأوسط» حينذاك.
يضمُ هذا الكتاب المقالات التي كتبها غازي القصيبي في صحيفة «الشرق الأوسط» أثناء غزو صدام حسين لدولة الكويت، والتي ابتدأت من تاريخ 20 أغسطس 1990 وانتهت بمقالته الأخيرة «حتى نلتقي» التي ختم فيها سلسلة مقالاته والمؤرخة بتاريخ 14 يوليو 1991.
«الشرق الأوسط» أصدرت أيضا كتاب «قصة عبد الله فيلبي من وثائق المخابرات البريطانية» وقد قام الصحافي القدير حسن ساتي بترجمة الوثائق إلى اللغة العربية.
بهذه الأعمال استطاع د. عادل الطريفي أن يجعل من «الشرق الأوسط» الوحيدة بين الصحف العربية التي تقوم بنشر كتاب أسلوبها وكتاب تدريبها وكتاب محررها الصحافي وجملة من أهم المقالات التي نشرت خلال عقود من عمر الجريدة.

## السفراء العرب في ضيافة «الشرق الأوسط»
في بادرة غير مسبوقة، لبى مجلس السفراء العرب في المملكة المتحدة دعوة الدكتور عادل الطريفي، رئيس تحرير «الشرق الأوسط»، لزيارة مقر صحيفة العرب الدولية والاطلاع على آلية سير العمل وكيفية نقل الصفحات إلى مراكز الطباعة، وأحدث ما أدخل من تطوير على مواقع الصحيفة الإلكترونية وغيرها من الأقسام.
وقد عبر السفير خالد الدويسان، سفير الكويت وعميد السلك الدبلوماسي العربي والدولي في لندن، باسم السفراء وممثليهم، عن شكرهم للدعوة وتقديرهم لما اطلعوا عليه من جهود ومنجزات تطويرية، متمنيا للعاملين في صحيفة العرب الدولية مواصلة التقدم والنجاح.

## حوارات مع صناع القرار
منذ توليه رئاسة تحرير جريدة الشرق الأوسط في يناير 2013 كان للدكتور عادل الطريفي جملة من الحوارات السياسية مع كبار الساسة وصناع القرار العرب والأجانب من بينها:
- العاهل الأردني الملك عبد الله الثاني[10]
- الرئيس المصري عبد الفتاح السيسي [11]
- رئيس الجمهورية التركية عبد الله غل[12]
- الرئيس المصري المؤقت عدلي منصور[13]
- رئيس مجلس إدارة «مجموعة MBC» الشيخ وليد بن إبراهيم آل إبراهيم لمشاهدة الحوار فيديو [بحاجة لمصدر]
- نائب رئيس الوزراء التركي بكر بوزداغ[14]
- رئيس الحكومة العراقية نوري المالكي[15]
- رئيس مركز الأرض بجامعة كولومبيا في الولايات المتحدة الأميركية البرفسور جيفري ساكس لمشاهدة الحوار فيديو[16]
- الأمين العام السابق لجامعة الدول العربية عمرو موسى[17]
- وزير الخارجية الصيني وانغ يي[17]
- وزير الخارجية الهندي سلمان خورشيد[18]
- وزير الخارجية الياباني فوميو کيشيدا[19]
- الرئيس الإيراني السابق أبو الحسن بني صدر[19]
- رئيس المجلس الوطني الانتقالي السابق في ليبيا المستشار[19]